# Phytoplasma cynodontis
Phytoplasma cynodontis è una specie di batterio appartenente alla famiglia delle Acholeplasmataceae.